# Kaszewy-Spójnia
Kaszewy-Spójnia (prononciation [kaˈʂɛvɨ ˈspui̯ɲa]) est un village de la gmina de Krzyżanów, du powiat de Kutno, dans la voïvodie de Łódź, situé dans le centre de la Pologne.

## Administration
De 1975 à 1998, le village était attaché administrativement à l'ancienne voïvodie de Płock.
Depuis 1999, il fait partie de la nouvelle voïvodie de Łódź.